# Karin Morgošová
Karin Morgošová (* 11. April 1991 in Martin) ist eine ehemalige slowakische Tennisspielerin.

## Karriere
Morgošová spielte fast ausschließlich Turniere auf dem ITF Women’s Circuit, bei denen sie acht Doppeltitel gewann. Sie spielte in der slowakischen Extraliga für den TC EMPIRE Trnava und gewann mit der Mannschaft 2014 den Titel.
Im Mai 2015 trat sie nach siebenmonatiger Pause erstmals wieder bei einem ITF-Turnier an; sie verlor ihre Auftaktpartie in der Qualifikation. Seitdem hat sie auf der Damentour kein Match mehr bestritten. In den Weltranglisten wird sie nicht mehr geführt.

## Turniersiege

### Doppel
| Nr. | Datum              | Turnier    | Kategorie   | Belag | Partnerin           | Finalgegnerinnen                    | Ergebnis         |
| --- | ------------------ | ---------- | ----------- | ----- | ------------------- | ----------------------------------- | ---------------- |
| 1.  | 18. Oktober 2009   | Dubrovnik  | ITF $10.000 | Sand  | Michaela Hončová    | Emilie Bacquet Natasa Zorić         | 6:4, 3:6, [10:6] |
| 2.  | 15. Oktober 2011   | Bol        | ITF $10.000 | Sand  | Lenka Tvarošková    | Morgane Pons Alice Tisset           | 6:2, 6:0         |
| 3.  | 24. März 2012      | Gonesse    | ITF $10.000 | Sand  | Lenka Tvarošková    | Shérazad Reix Brandy Mina           | 7:64, 6:1        |
| 4.  | 28. Juli 2012      | Palić      | ITF $10.000 | Sand  | Lenka Tvarošková    | Csilla Borsányi Ágnes Bukta         | 5:7, 6:4, [10:8] |
| 5.  | 11. August 2012    | Piešťany   | ITF $10.000 | Sand  | Michaela Pochabová  | Simona Dobra Lucie Kriegsmannová    | 6:3, 6:2         |
| 6.  | 30. November 2013  | Antalya    | ITF $10.000 | Sand  | Natalija Stevanović | Anita Husarić Kimberley Zimmermann  | 7:62, 6:4        |
| 7.  | 1. September 2014  | St. Pölten | ITF $10.000 | Sand  | Chantal Škamlová    | Wera Aleschtschewa Jade Schoelink   | 6:3, 6:1         |
| 8.  | 20. September 2014 | Bol        | ITF $10.000 | Sand  | Vivien Juhászová    | Theresa Kleinsteuber Stefanie Vorih | 4:6, 6:2, [10:2] |